# Брод Сіті
Брод Сіті (англ. Broad City; «Широке місто») — американський ситком, з Іланою Глейзер та Еббі Джейкобсон в головних ролях. Він був розроблений на основі їхнього вебсеріалу з однойменною назвою, яка випускалася між 2009 і 2011 рр. Ситком, як і вебсеріал, заснований на реальній дружбі Глейзер та Джейкобсон та їхній спробі «вижити» у Нью-Йорку. Прем'єра ситкому відбулася на Comedy Central 22 січня 2014 року і виходила в ефір протягом п'яти сезонів, закінчившись 28 березня 2019 року. Шоу отримало визнання критиків протягом усього циклу і вважається одним з найкращих телевізійних шоу 2010-х років.
Брод-Сіті слідкує за Іланою та Аббі, двома єврейськими американками років двадцяти, під час їхніх пригод у Нью-Йорку.

## Актори

### Головні ролі

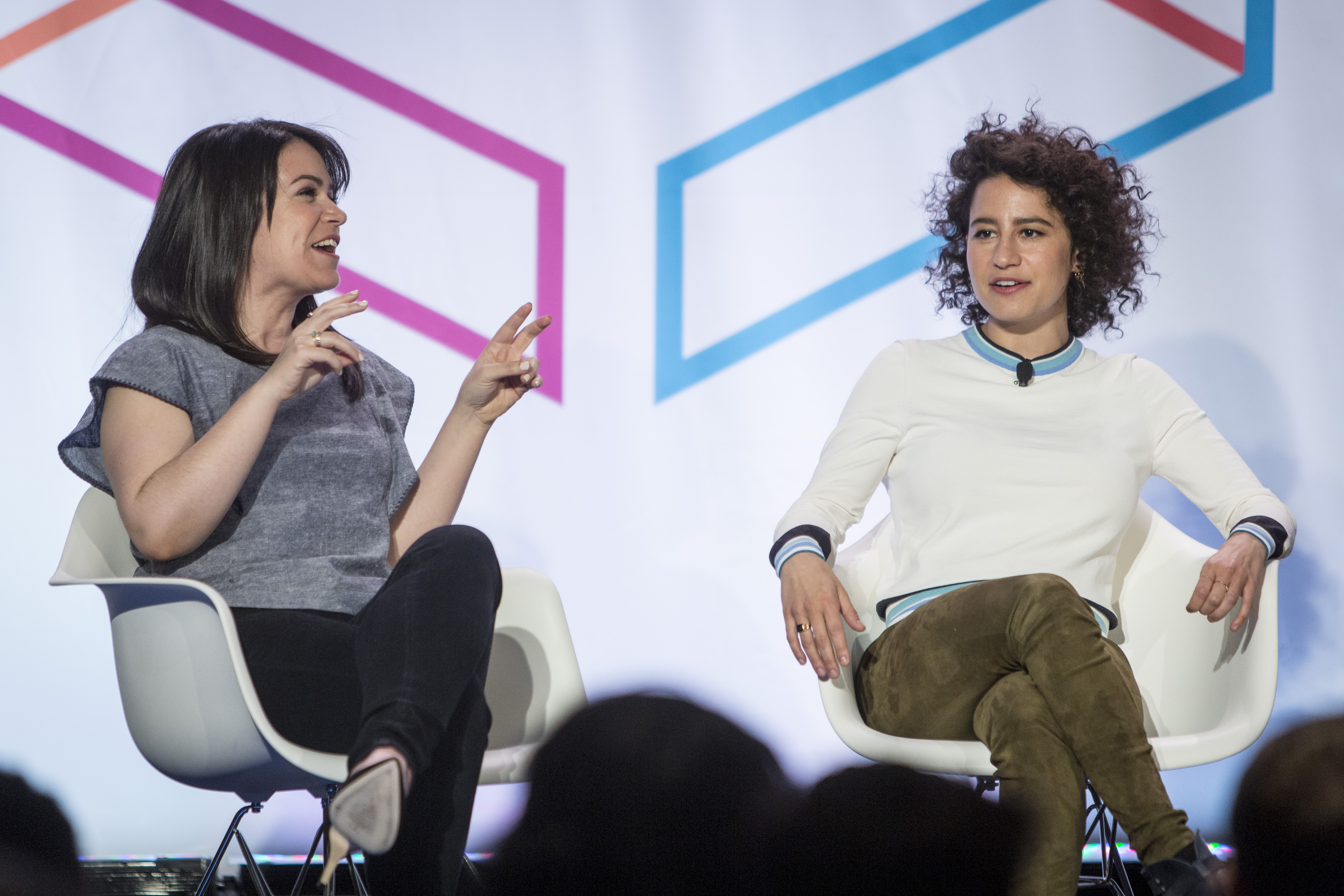
Джейкобсон (ліворуч) і Глейзер (праворуч) на інтернет-тижні в Нью-Йорку в травні 2015 року

- Еббі Джейкобсон в ролі Еббі Абрамс,[5][9] що народилася у 1988 році і є вихідцем із Філадельфії. Вона живе в Асторії в Квінзі, і є амбіційною художницею.[10] У неї є альтер-его, Валь, яка з'являється лише тоді, коли Еббі напідпитку.
- Ілана Глейзер у ролі Ілани Векслер — випускниці Нью-Йоркського університету з Лонг-Айленду. Вона живе в Гованусі в Брукліні, і є екстравертною неробою та прихильницею марихуани.

### Другорядні ролі
- Ганнібал Барес — Лінкольн Райс, дитячий стоматолог, з яким Ілана має періодичні сексуальні стосунки
- Пол У. Даунс — Трей Пакера, бос Еббі в Soulstice
- Джон Гемберлінг — Метт Беверс, бойфренда Мебі Мелоді
- Артуро Кастро — Гайме Кастро — сусід по кімнаті Ілани
- Стівен Шнайдер — Джеремі Сантос, сусід Аббі
- Кріс Гетард — Тодд, бос Ілани в Deals! Deals! Deals!
- Ніколь Дреспел — Ніколь, колишня подруга Ілани
- Еліот Глейзер — Еліот Векслер, брата Ілани (актор — брат Ілани в реальному житті)
- Сьюзі Ессман — Боббі Векслер, мати Ілани та Еліота, яка живе на Лонг-Айленді.
- Боб Балабан — Артур Векслер, батько Ілани та Еліота, який живе на Лонг-Айленді.
- Д'Арсі Карден — Джемма, колега Еббі в Soulstice